# Lars-Åke Engblom
Lars-Åke Engblom, född 5 maj 1943 i Jönköping, är en svensk journalist, författare, medieforskare och professor emeritus. Han var åren 2002–2010 professor i medie- och kommunikationsvetenskap vid Högskolan i Jönköping efter en lång karriär inom press, radio och TV samt universitetsvärlden. 

## Biografi
Engblom föddes i Jönköping och växte därefter upp i Hakarp. Som gymnasist och student arbetade han åren 1959–1968 som tidningsjournalist, för i tur och ordning Smålands Allehanda, Jönköpings-Posten, Kvällsposten, Expressen och Arbetet. 1965–1966 var han redaktör för Götheborgske Spionen, studenttidning vid Göteborgs universitet.
Därefter verkade Engblom 1968–1971 som nyhetsreporter på Sveriges Radio i Göteborg. Åren 1971–1981 tjänstgjorde han som TV-producent vid SR/SVT i samma stad, varefter han flyttade till Falun och 1981–1983 var distriktschef för SVT:s Gävle-Dala-distrikt och 1983–1988 hade samma funktion i Smålandsdistriktet (baserat i Växjö).
1989 flyttade Engblom till Island. Han fungerade där fram till 1993 som direktör för Nordens hus i Reykjavík. Han blev senare honorärkonsul för Island.
1994 återkom Engblom till Sverige. Fram till 1998 tjänstgjorde han som lektor i medie- och kommunikationsvetenskap vid högskolan i Jönköping, varefter han åren 1998–2002 hade motsvarande roll på Göteborgs universitet. 2002 utnämndes han till professor i ämnet vid högskolan i Jönköping, en tjänst han innehade fram till pensioneringen 2010. Därefter är han formellt professor emeritus.
Engblom, som 1981 blev filosofie doktor i ekonomisk historia, har även författat ett antal böcker med anknytning till massmedier eller historia.  
Engbloms isländska kopplingar ledde till att han åren 2002–2017 hade rollen som honorärkonsul för Island i Jönköping. Bland de många styrelseuppdragen kan nämnas det som vice ordförande för Utbildningsradion 2007–2010 och diverse uppdrag för Föreningen Norden ända sedan 1994. Han var den siste ordföranden för IK Stefa, en av de föreningar som genom sammanslagningar numera är ishockeyklubben HV71.
Sedan 2004 är han redaktör för Hakarps krönika, en årsbok med anknytning till Hakarps socken. 1997 tog han plats på stol nummer 12 i Smålands Akademi.

## Privatliv
Lars-Åke Engblom gifte sig 1968 med Christina, född Högberg, universitetslärare. Paret har tre barn, varav Jakob Engblom är datavetare och har jobbat på Uppsala Universitet, Virtutech, Wind River Systems, Intel, och ASTC. Samuel Engblom är stabschef på DO och har tidigare varit statssekreterare på utbildningsdepartementet och samhällspolitisk chef på TCO. Cecilia Engblom Rosengren är psykolog och psykoterapeut.